# Wellington Aparecido Martins
Wellington Aparecido Martins, noto semplicemente come Wellington (San Paolo, 28 gennaio 1991), è un calciatore brasiliano, centrocampista del Noroeste.

## Carriera

### Club

#### San Paolo
Wellington cresce nelle giovanili del San Paolo, dove milita per quattro anni. Nel 2008 passa in prima squadra.

### Nazionale
Ha fatto parte della Nazionale Under-19 brasiliana.

## Palmarès
- Campionato brasiliano: 1

2008